# Lisette Stenberg
Caroline Lisette Stenberg eller Sténberg, egentligen Maria Elisabet Stenberg, född 23 oktober 1770 i Stockholm, död 18 juni 1847, var en svensk skådespelare, sångerska och pianist.  Hon tillhörde stjärnattraktionerna på Stenborgs Teater under den gustavianska epoken.  Hon var där aktiv inte bara som aktör utan var även musiker, och spelade pianoforte mellan akterna.  Hon var även verksam som konsertsångerska.

## Biografi

### Tidigt liv
Lisette Stenberg var dotter till Petter (Peter) Marcus Stenberg, och Anna Maria Ekelund.  Fadern var vid tidens för hennes födelse kammarskrivare vid Kungliga Tull Directionen, befordrades till tullbevakningskontrollör i Göteborg, och avancerade 1781 till packhusinspektör i Norrköping, där han 1786 avled i lungsot. Modern hade troligen avlidit tidigare.
Det finns många historier om hennes ursprung.  Hon ska bland annat ha rymt efter att ha förlorat oskulden och därmed förskjutits av sin familj: 
"Förskuten af dem och öfvergifven av sin älskare, blef teatern hennes enda tillflykt, och i sin förtviflan svor hon att blifva den mest utsväfvande aktris, som funnits. Beklagligen höll hon blott alltför mycket ord".

### Karriär på Stenborgs Teater
Lisette Stenberg debuterade på Stenborgs Teater i Stockholm 2 april 1789 i harlekinaden Arlequin favorit-sultaninna, en pjäs från Humlegårdsteaterns tid, som gavs sex gånger.  Hon gjorde succé, och insändare i Dagligt Allehanda begärde att få se den nya aktrisen igen, vars namn (som brukligt för debutanter) inte hade avslöjats. 
Stenberg spelade både melodram och finkomedi, och hon medverkade också som sångerska när teatern erbjöd operetter. Bland hennes roller fanns Franciska i Minna von Barnhelm (1793), Orgon i Tartuffe, Zemir i Zemir och Azor, titelrollen i Rosalie, Sophie i Den förförda flickan (1791), Prosper (byxroll) i Azemia (1793), byxrollen Paul i Paul och Virginie mot Johanna Kristina Lindberg (1794), Josefina i Fattigdomen och den ädla stoltheten av Koetzebue (1795), Giannina i Giannina och Bernardone, och Lilli i Negerslafverne (1796), Jenny i Den enleverade älskaren, Lona i Casper och Lona (1797), fru Oronte i TOS-orden (1798), hofrådinan i Falska blygseln (1799).  Hon blev den första i Sverige som spelade Cherubin i Figaro (1792), och var den kanske första namngivna skådespelerska i Sverige att spela en mansroll på talscenen då hon spelade greve Razilli i Engelsmannen i Paris av Bertin d'Antilly (1790).  Bland hennes mest omtalade roller fanns förförerskan i Den förförde ynglingen mot Didrik Björn (1792),  och Ninette i Lantflickan vid hovet mot Gustav Åbergsson (1793), där annonsen löd: "övertygad om att allmänhetens uppmuntran är lättare att vinna än förtjäna" och som blev hennes recett.  När Didrik Björn år 1790 satte upp efterpjäsen Det besynnerliga spektaklet, där skådespelarna skulle tacka publiken för dess stöd genom en defilering i sina mest populära roller, gjorde Lisette Stenberg det i gestalt av Lady Alton i Skottländskan.  
Förutom sin dubbla verksamhet som skådespelare och operasångerska, var hon även verksam som pianist vid teatern.  Samma år hon gjorde sin debut, hade hon rollen som grevinnan Clainville i Det oförmodade vadet.  I denna roll ingick det att spela ackord på fortepiano, och hon överraskade då publiken med att spela en klaversonat ackompanjerad av violin från orkestern.  Detta upprepades sedan varenda gång pjäsen gavs, och hon blev därefter erkänd även som musiker. 
Lisette Stenberg var även konsertsångerska.   Den 23 november 1794 sjöng hon en aria bravura i Stora riddarhussalen komponerad av Vogler till förmån för Hovkapellets änke- och pupillkassa. Hon fick då högt beröm: 
"Mademoiselle Stenberg fångade publikum med den allra renaste intonation jämte oväntad lätthet att göra passager, och den unga älskvärda aktrisen tillvann sig såväl allmänhetens bifall och aktning genom dess behagliga röst och portamento, som ock vittnade om den bästa sjungskola."
Slutligen var Stenberg också verksam som översättare. Hon översatte pjäsen Euphrosyne eller förnuftets seger, som skulle ges på hennes egen recettföreställning den 4 december 1794.  Av okänd anledning blev dock denna pjäs inställd, och hon fick istället spela Rezina i Pelegrimerne på sin recett den 9 december.        
Lisette Stenberg åtnjöt enorm popularitet och var en berömdhet i det gustavianska Stockholm och en av de främsta attraktionerna på Stenborgs Teater, som den teater som då var den mest folkliga och den som var mest frekventerad av allmänheten. G.A. Silfverstolpe kallade henne "en av de största aktriser världen sett". 
När Lisette Stenberg befann sig i Köpenhamn under nästan hela 1798 åstadkom det en stor förlust för teatern, och det var med stor lättnad som direktören välkomnade henne tillbaka till hösten 1798.  Hon var föremål för en hel del skandaler och var indragen i flera rättsfall kring ekonomiska oegentligheter, men detta ska inte ha inverkat på hennes popularitet, och det sades att hennes "anseende som skådespelerska steg i samma mån som ryktet om hennes vidlyftighet alltmera utbredde sig".  Den 9 maj 1797 gavs en föreställning till förmån för "en af aktriserna, som alltid haft den lyckan att jämte allmänhetens smickrande bifall äga de säkraste prof af dess uppmuntran".  Hennes namn doldes, eftersom hon då befann sig i konkurs.

### Privatliv och skandaler
Lisette Stenberg var föremål för ett flertal skandaler, och ställdes flera gånger inför domstol.   Hon blev skuldsatt ett halvår efter sin debut.    Hon hade skaffat sig stora skulder genom att handla kläder på kredit och pantsatt sitt klaver för att kunna betala hyran.  Hon hade skulder hos krämhandlare Gustaf Brasch, Carl Stenborg (som ofta lånade ut till sina skådespelare), handelsman Stenberg, sin förra och nuvarande hyresvärd.    Hon ansattes dagligen av kreditorer.    Alla tillgångar var pantsatta. Den 27 oktober 1789 begärde hon cession av magistraten.   Hennes utsedde förmyndare Didrik Gabriel Björn, dikterade hennes ansökan om att hon, en "värnlös ungdom" skulle befrias från skulden hon hamnat i genom oförsiktighet hos de kreditorer "som hvarken äga förstånd eller hjärta", eftersom alla skuldförbindelser utgivna av omyndiga är ogiltiga. Hon ansökte om att sammankalla borgenärerna för att få kraven avskriva. 
I Stockholms-Posten rapporterades 1 augusti 1791 ett fall som visade att gammal vidskepelse fortfarande levde.    Instoppat i nyckelhålet på en kyrka hade man funnit två djävulskontrakt skrivna med blod, daterade 24 januari 1789. Författaren hade lovat Satan sin själ 21 år senare om hon fick 100 000 i sina kjolsäckar morgonen efter.    Det andra löftet var att det första barnet hon födde då det fyllde 20 om Satan gav henne en papperslapp i skon med fem vinnande nummer ur nästa nummerlotteri, samt att inom tre månader bli gift med (namn fattas).    Det tredje löftet var det andra barnet vid 17 år om hon fick anställning vid Dramatiska Theatern inom tre månader - om bara ett av detta skedde, skulle Satan bara få det äldsta barnet vid 21 års ålder. Tidningen hade publicerat det för att väcka förakt för vidskepelsen, och vägrade avslöja namnet på författaren. Skvallret pekade ut Lisette Stenberg eller Ebba Morman, eller båda, som dess författare.
Den 29 augusti 1793 uppmanade Carl Stenborg allmänheten att inte ta emot checker med hans namn, eftersom det ofta kom räkningar på saker han inte köpt. Stenberg utpekades som ansvarig. Han lånade henne ofta pengar och lät henne vänta med att betala tillbaka. Hon pantsatte både sina egna och andras ägodelar - en gång förklädd i manskläder. 
29 augusti 1794 bad hon magistraten i rådhuset om session på grund av skulder. Hon skrev att hon kunde betala sina kreditorer om de bara gav henne tid, men eftersom de vägrade vänta tvingades hon be om att de sammankallades; hon kände inte till alla, då skuldsedlar skrivits på hennes borgenärer, som hon själv inte hade hållit reda på. Fordringsägarna bestred hennes ansökan: 
"att en sösande lefnadsart till hennes obestånd endast varit vållande, äfvensom en laglig näpst torde vara nödig för en slik borgenär, hvilken unde fortgången af processen torde kunna öfvertygas hafva vista mindre redlighet, än man haft orsak att fordra" [och krävde att hon skulle straffas] "såsom en slöserska med andra penningar straffas efter lagen med tydligt innehåll". 
Hennes borgenär Carl Stenborg underrättade 13 juli 1795 allmänheten om att hon var omyndig och sammankallade kreditorerna för att se skuldsedlarna med hans namn.    Hon var skyldig en major C.G. Horn ett lån på 600 (taget 1793) och lyckades före sessionen få som borgenär en nittonårig ämbetsman, A.F. Löwen.   Hon hade pantsatt hos en och belånat allt hos en annan.    Skulden var på 3 000 riksdaler.    Den 4 april 1796 förklarades hon fri från borgenärskrav på grund av omyndighet, men eftersom skulden inte berodde på fattigdom eller olyckshändelse kvarstod skulden för själva inköpen.   Ännu 1799 sammanträdde borgenärer för att överlägga om sin rätt och likvidation.    
År 1796 åtalades hon för att ha pantsatt smycken lånade av Kristina Jerner hos "juden Josef Marcus", för att ha pantsatt kläder lånade av kopparslagaränkan Ulrika Bergudd och magasinförvaltaren hos Stenborg, David Levi och inte återlämnat en lånad kappa till vaktmästarfrun Katarina Lundberg - dessa fall slutade i godo.   Johan Estling, soldat vid Göta garde och före detta skomakargesäll, försökte pantsätta silverpjäser efterlysta i tidningen hos vaktmästare Carlström, enligt honom på uppmaning av Lisette.   Hon kallades och infann sig inte, men Estling frigavs ur arresten.
Inget av allt detta hade dock någon som helst effekt på hennes popularitet hos publiken, då: 
"Tidehvarfvets äfven inom de högre lagren i samhället utbredda lättsinne öfversåg med mycket af hvad en aktris i sitt lefveren lät komma sig till last."

### Senare scenkarriär
Efter säsongen 1798-99 stängdes Stenborgs Teater på grund av införandet av teatermonopolet i Stockholm.  Till skillnad från de flesta av teaterns främsta stjärnor, blev Stenberg inte anställd vid Dramaten.  Hennes talang förnekades inte, men hennes skandaler och oegentligheterna i hennes privatekonomi gissas vara orsaken till att hon inte anställdes på Dramaten.  I stället engagerades hon vid Johan Anton Lindqvists resande teatersällskap.  Som sådan uppträdde hon under år 1800 i både Göteborg och i Norrköping, där hon uppskattades av för sin lena och tonfulla röst. 
Hon gjorde succé i Göteborg i rollen som Fru Fjerval i Förtroliga aftonmåltiden och Julie i Maskeraden, där hon berömdes för en
"mästerlig gestikulering, en van talang att anpassa röstens höjning eller sänkning, ett lyckligt välde öfver sina anletsdrag och ett sätt att presentera sig, et sätt att gå, som är till aktrisens stora fördel." Om hennes prestation som Lisette i Profvet eller den unge brukspatronen sades det:
"Vi se ej någon möjlighet för en aktris att gifva denna roll bättre, då hon så väl försatt sig i den person hon skulle föreställa, att ej allenast sättet att tala var fullkomligen anpassat för en subrett, utan äfven hvarenda blick och gest svarade däremot", och gjorde ytterligare succé som Zemire i Zemire och Azor, där kritiken skrev:
"Zemires aktion hvar ganska god, hennes ställning och gestikulering voro lyckliga och hennes sång förtjänte de applådissementer, som parterren gaf. Zemires röst är ej stark, men den är len och tonfull och användes af aktrisen med behag."
Hennes sista kända uppträdande var i Kapten Puff, Maskeraden och Skärdgårdsflickan på sin recett i Norrköping lördagen 7 juni 1800. Det finns därefter inga uppgifter om att hon ska ha varit aktiv som skådespelare, sångare eller musiker. 

### Senare liv
Den 6 april 1803 arresterades två kvinnor "utan ordentligt försvar och näringsfång" i Stockholm. Den ena kallade sig "Karolina Stenborg" och sade sig vara anställd vid teatern.  Hon skulle förhöras igen när detta hade undersökts, men inget mer nämndes.  Denna kvinna har förmodats vara Lisette Stenberg.
År 1813 noteras hon ha varit verksam som sjukvårdare för Napoleon I:s armé i Hamburg.  Hon befann sig år 1816 i Paris under oklara omständigheter. Sveriges ambassadör Gustaf Lagerbielke hade en svensk betjänt som (tillsammans med en annan svensk vid namn Samuel) var anställd av den franska polisen för att som spion leta igenom ambassadörens papper.  När Lagerbjelke fick betjänten arresterad för stöld ur sin garderob, greps betjänten i sällskap med "en fd aktris från Stockholm vid namn Stenberg", det vill säga Lisette Stenberg. Betjänten bekände att Stenberg biträtt honom att sälja kläderna till en klädeshandlare och att de sålt många andra. Hon släpptes dock snart ur arresten. 
Lisette Stenberg återvände till Sverige på 1820-talet och bosatte sig då i Vänersborg och uppgav sig då vara änka och heta Madame Desvigné-Stenborg.  Hon levde på en liten pension från drottning Desideria och gav fransklektioner. Hon avled slutligen på ett fattighus.

## Eftermäle
Lisette Stenberg figurerar som karaktär i romanen Seton av Carl von Zeipel från 1847.